# 아세트산비닐
아세트산비닐(Vinyl acetate)은 화학식 CH3CO2CH=CH2을 갖는 유기 화합물이다. 이 무색의 액체는 초산 비닐 수지와 에틸렌비닐아세테이트의 전구물이며 중요한 산업 폴리머이다.

## 제조법
{\displaystyle {\ce {2 C2H4 + 2 CH3CO2H + O2 -> 2 CH3CO2CHCH2 + 2 H2O}}}

## 기타 반응
ROH + CH2=CHOAc → ROCH=CH2 + HOAc

## 같이 보기
- 폴리바이닐 알코올